# Jonathan de Falco
Jonathan de Falco (* 8. Oktober 1984 in Brüssel) ist ein ehemaliger belgischer Fußballspieler und heutiger Pornodarsteller unter dem Pseudonym Stany Falcone.

## Leben

### Karriere als Fußballer
Jonathan de Falco spielte als Fußballspieler als rechter Außenverteidiger von 2004 bis 2005 in der Derde Klasse B und von 2005 bis 2007 in der Tweede Klasse für Oud-Heverlee Löwen, von 2007 bis 2009 in der Tweede Klasse für KMSK Deinze. Seit letztes Spiel als Fußballprofi bestritt er im April 2009. Zur Saison 2009/2010 wechselte De Falco ablösefrei von KMSK Deinze zum semiprofessionellen Team des KSV Sottegem. In der Saison 2010/2011 stand er zuletzt als Semi-Profi im Kader von KRC Mechelen in der Vierde Klasse B in Belgien, kam dort aber verletzungsbedingt nicht zum Einsatz. Er beendete schließlich seine Profi-Karriere nach mehreren Verletzungen im Alter von 26 Jahren endgültig. Seinen Vertrag mit KRC Mechelen beendete er vorzeitig im gegenseitigen Einvernehmen.  Seine Homosexualität hielt er aus Angst vor Diskriminierung wegen seiner sexuellen Orientierung gegenüber seinen Mannschaftskameraden im Fußball geheim; sie war nur seinem näheren Umfeld bekannt.

### Karriere als Pornostar
De Falco hatte mit Anfang 20 seinen ersten festen Freund und machte danach seine Homosexualität auch in seinem engsten privaten Umfeld bekannt. Nach seinem Karriereende arbeitete er verstärkt als Gogo-Tänzer und Stripper in verschiedenen Brüsseler Clubs und eröffnete einen eigenen Massage-Salon. Bei seiner Tätigkeit als Tänzer wurde er 2010 von einem Porno-Produzenten angesprochen.
Seitdem spielt er unter dem Künstlernamen „Stany Falcone“ in schwulen Pornofilmen.
De Falco erhielt zunächst einen Exklusivvertrag bei dem französischen Porno-Label CRUNCHBOY.fr. Für dieses Label drehte De Falco mittlerweile über zwanzig Porno-Filme. De Falco wirkte dabei sowohl in aktiven als auch passiven Oralsex-Szenen mit. In Analsex-Szenen übernahm er regelmäßig die „aktive“ Rolle (Top). Einmalig wurde er bisher auch als „Bottom“, d. h. in der passiven Rolle, eingesetzt, in einem Duo mit dem Pornodarsteller Jean Franko. Die Filme wurden zunächst auf dem Online-Portal des Labels eröffnet; einzelne Szenen mit De Falco sind mittlerweile auch auf DVD erschienen. Von CRUNCHBOY.fr wurde er intensiv als neuer Shooting-Star vermarktet, insbesondere auf der Website des Labels. Außerdem erschien beim Label Citebeur eine DVD exklusiv mit Szenen mit De Falco unter dem Titel Stany Falcone: Paris Sex Tour, auf der er neben Jean Franko als Cover-Model präsentiert wurde.
De Falco drehte außerdem für die Porno-Labels UK Naked Men und Hard Brit Lads. Auf deren Online-Portalen wurde De Falco in diversen erotischen Photo-Sets und in Filmen (Solos, Duos, Threesomes) präsentiert. Bei UK Naked Men wurde er werbewirksam als „Belgian bombshell“ angekündigt. Mittlerweile drehte De Falco für internationale Produktionen in Frankreich, Großbritannien und den Vereinigten Staaten.
Bei den HustlaBall Awards 2011 in Berlin erhielt De Falco im Oktober 2011 den Preis als bester Pornodarsteller in der Kategorie „Best Newcomer (EU)“ für seine Pornofilme bei dem Label CRUNCHBOY.fr.
Er wohnt mit seinem Lebensgefährten, mit dem er seit Mai 2011 zusammenlebt, in Brüssel.